# International National Trusts Organisation
L'Organizzazione Internazionale delle Fiduciarie Nazionali (International National Trusts Organization - INTO) è una rete di fondazioni fiduciarie (o trust) nazionali e organizzazioni non governative simili tra loro in quanto impegnate a preservare il patrimonio culturale, "costruito e naturale, tangibile e intangibile", compresi elementi architettonicamente o storicamente significativi così come aree di naturale bellezza. Il mandato di INTO comprende lo sviluppo e la promozione delle buone pratiche, il sostegno alle fondazioni fiduciarie nazionali esistenti, la creazione di nuove fiduciarie e il sostegno alla conservazione del patrimonio.
INTO è stata istituita formalmente nel dicembre 2007 in occasione della 12ª Conferenza internazionale sulle fiduciarie nazionali a Nuova Delhi, in India. Opera come una società senza scopo di lucro registrata in Inghilterra e Galles, con sede a Londra.
Il segretario generale e il segretariato di INTO sono supportati da un consiglio di amministrazione. Dal 2015, la presidente degli amministratori è Dame Fiona Reynolds, direttrice dell'Emmanuel College di Cambridge ed ex direttrice generale del National Trust.
L'adesione a INTO rappresenta più di 80 trust sparsi in tutto il mondo.
L'elenco completo dei membri è disponibile sul sito web di INTO .

## In Italia
L'associazione italiana del FAI - Fondo ambiente italiano è parte di INTO.